# Злоцьке
Злоцьке (пол. Złockie) — село в Польщі, на Лемківщині, у гміні Мушина Новосондецького повіту Малопольського воєводства.
Населення — 912 осіб (2011).

## Розташування
Село розміщене на південних схилах хребта Яворини.

## Географія
Селом протікає річка Злоцький Потік.

## Історія

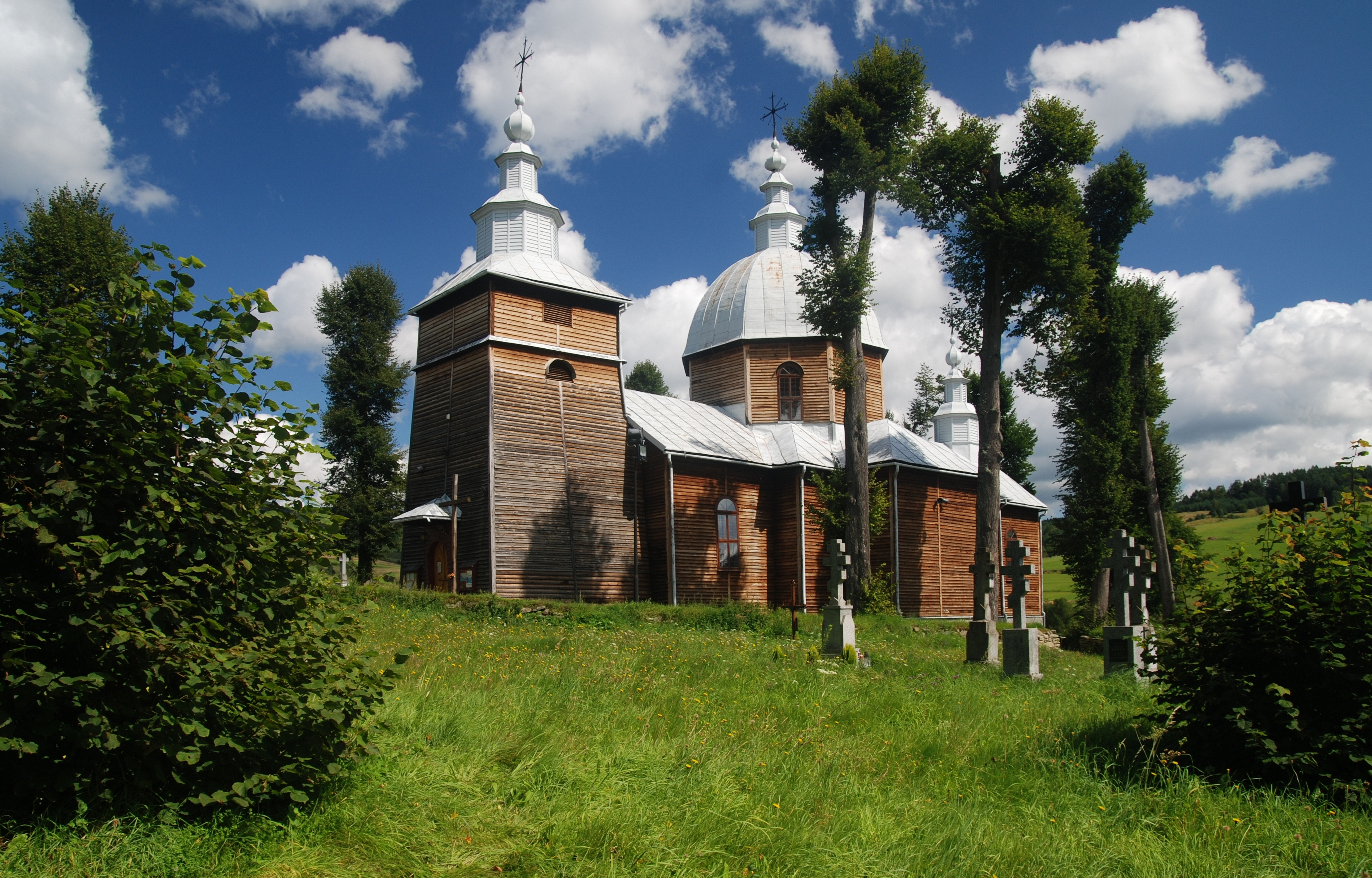
Церква

Село Злоцьке відоме з XVI ст. Документальні свідчення XVI ст. про русинське (українське) населення Лемківщини польські історики безпідставно трактують як «волоську колонізацію» через закріпачення українців із застосуванням волоського права.
З листопада 1918 по січень 1920 село входило до складу Лемківської Республіки. В селі була москвофільська читальня імені Качковського.
До середини XX ст. в селі переважало лемківсько-українське населення. У 1939 році з 750 жителів села — 720 українців, 25 поляків і 5 євреїв. До 1945 р. в селі була греко-католицька парафія Мушинського деканату (до неї належала також дочірні церкви в Щавнику і Ястрябику), метрики велися з 1784 р.
Після Другої світової війни Лемківщина, попри сподівання лемків на входження в УРСР, була віддана Польщі, а корінне українське населення примусово-добровільно вивозилося в СРСР. Згодом, у період між 1945 і 1947 роками, у цьому районі тривала боротьба між підрозділами УПА та радянськими військами. Ті, хто вижив, 1947 року під час Операції Вісла були ув'язнені в концтаборі Явожно або депортовані на понімецькі землі Польщі.
У 1975—1998 роках село належало до Новосондецького воєводства.

## Пам'ятки
В селі збереглася церква святого Димитрія з 1872 року, в 1951 році перетворена на костел. У церкві збереглись іконостас, два вівтарі, поліхромний розпис з XIX ст. Також є перенесене з попередньої церкви XVIII ст. розп'яття. Додаткової ваги пам'ятці надають сторічні липи (пам'ятки природи), які оточують церкву, одна з них визнана пам'яткою природи. Поряд є греко-католицький цвинтар з XIX ст., оточений кам'яним муром.
Також у селі збереглася дерев'яна лемківська комора XIX ст.

## Демографія
Демографічна структура станом на 31 березня 2011 року:
|          | Загалом | Допрацездатний вік | Працездатний вік | Постпрацездатний вік |
| -------- | ------- | ------------------ | ---------------- | -------------------- |
| Чоловіки | 450     | 105                | 303              | 42                   |
| Жінки    | 462     | 88                 | 290              | 84                   |
| Разом    | 912     | 193                | 593              | 126                  |